# ۱۱۸۴ (خورشیدی)
۱۱۸۴ هزار و صد و هشتاد و چهارمین سال هجری خورشیدی است.